# (249523) Friedan
(249523) Friedan est un astéroïde de la ceinture principale.

## Description
(249523) Friedan est un astéroïde de la ceinture principale. Il fut découvert le 22 février 2010 aux États-Unis par le programme WISE. Il présente une orbite caractérisée par un demi-grand axe de 3,19 UA, une excentricité de 0,19 et une inclinaison de 27,5° par rapport à l'écliptique.

## Compléments